# Sinus Amoris
Sinus Amoris ist ein kleines, buchtartiges Mare am Mare Tranquillitatis auf dem Erdmond. Der lateinische Name heißt auf Deutsch Bucht der Liebe und wurde von der Internationalen Astronomischen Union im Jahr 1976 offiziell festgelegt.
Sinus Amoris hat einen mittleren Durchmesser von 190 Kilometern und erstreckt sich vom Nordostrand des Mare Tranquillitatis 250 Kilometer weit. Im Norden befinden sich der Krater Römer und die Montes Taurus, im Osten der Lacus Bonitatis und der Krater Macrobius und südöstlich der Palus Somni.

## Weblinks

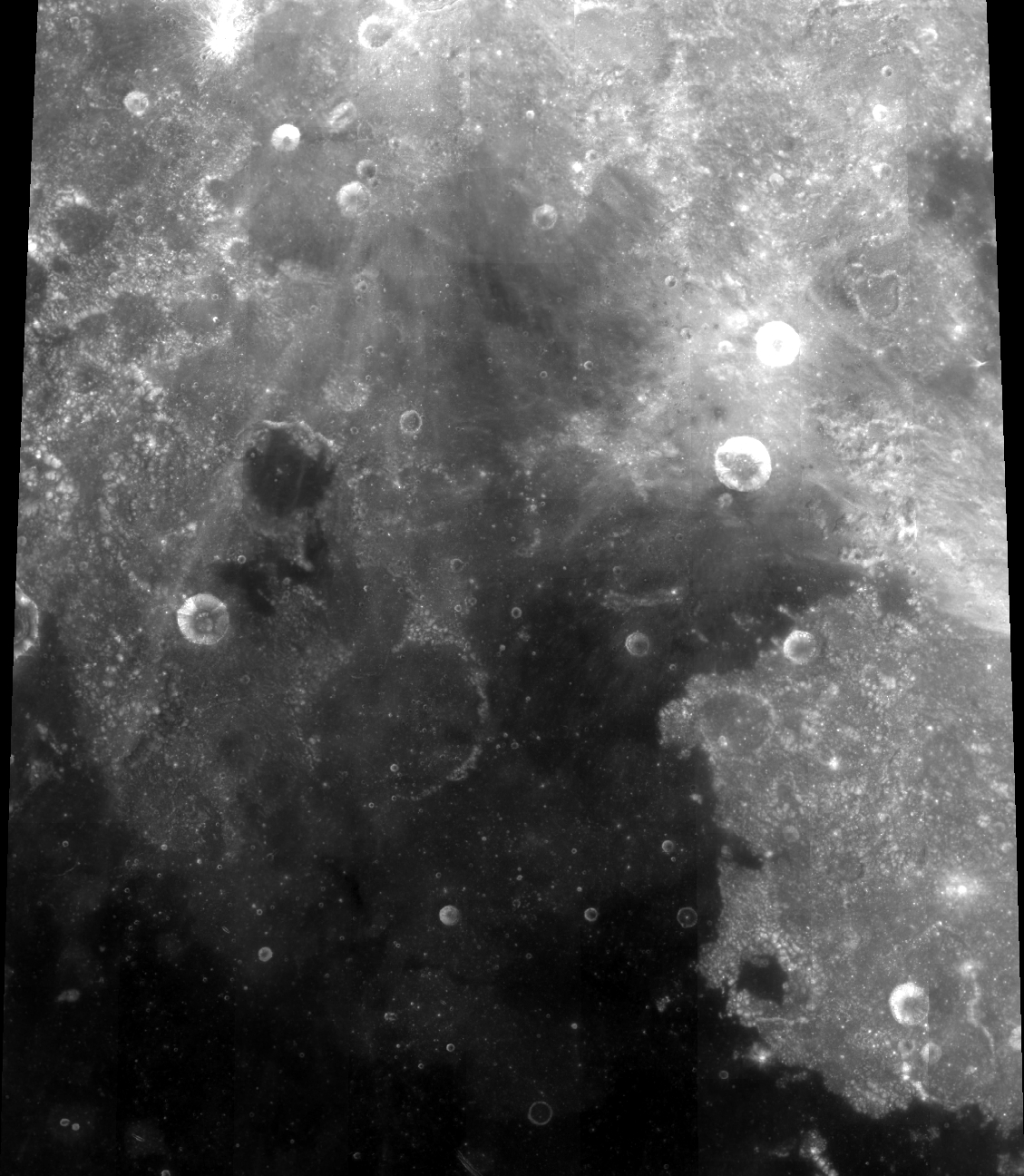
Sinus Amoris, rechts und oberhalb der Mitte der Aufnahme durch die Raumsonde Clementine. Im Zentrum der rechten Bildhälfte glänzt der Krater Carmichael.